# Pico Freel
Freel Peak es una montaña ubicada en la cordillera Carson, una subcordillera de Sierra Nevada, cerca del lago Tahoe en el condado de El Dorado, California. Es la montaña más alta de la cordillera Carson.

## Ubicación y etimología
El pico Freel está en el límite entre el condado de El Dorado y el condado de Alpine. También está en el límite entre el bosque nacional El Dorado y el bosque nacional Toiyabe. Con 3.318 m, es la cumbre más alta de la cordillera Carson, el condado de El Dorado y la cuenca de Tahoe.
El pico fue nombrado en honor a James Freel, un nativo de Illinois, que era un minero y ganadero y que se asentó al pie de la montaña.

## Fauna
Gran parte del pico Freel está por encima de la línea de árboles y es realmente arenoso sin mucha roca grande. La vida vegetal que crece allí es bastante escasa. Los árboles que dominan debajo de la línea de árboles son el Lodgepole Pine, el Red Fir y el Whitebark Pine.